# Revoluție comunistă
Revoluția comunistă este o revoluție proletară inspirată de ideile marxiste, prin care se urmărește înlocuirea capitalismului cu comunismul, având ca stadiu intermediar socialismul. 
Necesitatea revoluției proletare este piatra unghiulară a marxismului. Marxiștii cred că muncitorii lumii trebuie să se unească pentru a se elibera de opresiunea capitalistă și pentru a crea o lume pentru clasa muncitoare, condusă de clasa muncitoare. Din acest motiv, din punctul de vedere al marxiștilor, revoluția proletară trebuie să izbucnească și să iasă victorioasă în toate țările globului. (Consultați și articolul revoluție mondială). 
Leninismul aduce în plus ideea că revoluția comunistă trebuie condusă de avangarda revoluționarilor de profesie – bărbați și femei care și-au consacrat întreaga viață cauzei comunismului și care sunt singurii capabili să formeze nucleele mișcărilor comuniste. Această avangardă este menită să asigure conducerea și organizarea restului clasei muncitoare mai înainte și în timpul revoluției, ceea ce ar preveni apariția situațiilor în care forțele reacționare și guvernamentale ar putea învinge revoluția datorită mai bunei organizări și discipline a poliției și armatei. O parte a marxiștilor nu sunt de acord cu ideea avangardei politice, așa cum pune problema leninismul. Este vorba de comuniștii de stânga, dar și de unii dintre cei care se autodenumesc marxiști-leniniști. Criticii avangardei revoluționare insistă că întreaga clasă muncitoare – sau cea mai mare parte a proletariatului – trebuie să fie pe deplin și egal devotată cauzei socialiste și comuniste pentru ca revoluția să aibă succes. De aceea, ei caută să creeze mișcări muncitorești de stânga de masă. 

### Revoluțiile comuniste de-a lungul istoriei
Cele mai importante revoluții comuniste sunt subliniate în lista de mai jos. În această listă se află și câteva revoluții mai puțin cunoscute, unele dintre ele având un caracter comunist disputat. Cauzele revoluțiilor eșuate sunt de asemenea discutabile. 
- Crearea Comunei din Paris din 1871 este considerată de Karl Marx prima încercare a clasei muncitoare de statornicire a societății comuniste.
- Revoluția comunistă din 1917 din Rusia, cunoscută ca Revoluția din Octombrie (parte a revoluției ruse). Această revoluție a dus la victoria bolșevicilor și la crearea Rusiei Sovietice, precursoarea Uniunii Sovietice.
- Revoluția germană din 1918-1919 condusă de Rosa Luxemburg și Karl Liebknecht, încheiată cu înfrângerea comuniștilor.
- Crearea efemerei Republici Sovietice Bavareze în 1919, învinsă în mai puțin de o lună de forțele protofasciste Freikorps și de "Gărzile Albe ale capitalismului".
- Revoluția comunistă maghiară din 1919, condusă de Béla Kun, care a fost și ea înfrântă în cele din urmă prin intervenția externă și lupta reacțiunii interne.
- Revoluția chineză, stadiul final al războiului civil din China (1926-1949), care a dus la victoria Partidului Comunist Chinez pe continent și la secesiunea Republicii China (Taiwanul) în 1949.
- Revoluția spaniolă din 1936, izbucnită în timpul războiului civil din Spania (1936-1939).
- Revoluția coreeană din 1948, condusă de către Partidul Muncitorilor din Coreea și de liderul acestuia, Kim Ir-sen, (cu sprijinul sovieticilor), care a dus la Proclamarea Republicii Populare Democrate Coreene.
- Revoluția cubaneză din 1959, prin care Fidel Castro și Partidul Comunist Cubanez au răsturnat regimul dictatorial al lui Fulgencio Batista.
- Revoluția indoneziană și sprijinul Partidului Comunist Indonezian pentru președintele Sukarno, încheiate cu îndepărtarea de către generalul indonezian Suharto a lui Sukarno și înfrângerea comuniștilor (1965-1966).
- Primul război din Indochina (Vietnam), care a dus la înfrângerea francezilor în bătălia de la Dien Bien Phu, (1954), și la aducerea la putere în Vietnamul de Nord a Partidului Comunist Vietnamez, condus de Ho Chi Minh. Victoria comuniștilor a fost urmată de războiul prelungit de partizani (războiul din Vietnam, 1957-1975), încheiat de căderea Saigonului, alungarea trupelor de ocupație americane, unificarea Vietnamului și proclamarea Republicii Socialiste Vietnameze.
- Urgența Malayană, în care Partidul Comunist Malayan și luptătorii lui de guerilă au fost învinși de forțele britanice și malayane (1948-1960).
- Revoluția antiportugheză din Guinea-Bissau, de orientare marxistă, (1959-1974).
- Victoria organizației comuniste laoțiene Pathet Lao în Laos, în 1975, și proclamarea Republicii Democratice a Poporului Laoțian.
- Victoria Frontului Mozambican de Eliberare de orientare marxistă în Mozambic, (1964-1975).
- Victoria Mișcării Populare pentru Eliberarea Angolei de orientare marxistă în Angola, (1975-2002), sub conducerea lui Agostinho Neto și José Eduardo dos Santos.
- Detronarea Împăratului Haile Selassie de Mengistu Haile Mariam, cel care a pus bazele unei dictaturi marxiste-leniniste a Partidului Muncitoresc din Etiopia, (1977-1991). Marxiștii au fost învinși după un lung război civil de Frontul Revoluționar Democratic al Poporului Etiopian.
- Lovitura de stat din 1978 care a adus la putere Partidul Democratic al Poporului din Afganistan. Guvernul de stânga a fost răsturnat de mujahedini în 1992, după un lung război civil.
- Răsturnarea de la putere a lui Eric Gairy și venirea la putere în Grenada a mișcării comuniste NJEWEL, (1979 - 1983). Guvernarea marxistă a fost înlăturată de invazia armatei americane.
- Răsturnarea lui Anastasio Somoza Debayle de către Frontul Sandinist de Eliberare Națională, acest partid rămânând la putere în Nicaragua în 1979 - 1990. Sandiniștii au pierdut alegerile din 25 februarie 1990 și au cedat puterea în mod pașnic.
- Deși au fost catalogate drept alegeri prezidențiale libere și democratice, procesul prin care președintele marxist Salvador Allende a cucerit puterea, (sprijinit de coaliția Unitatea Populară), este văzut de unii istorici ca o revoluție comunistă. Președintele Allende a fost răsturnat de la putere și mai apoi asasinat în timpul loviturii de stat conduse de generalul Augusto Pinochet (1973).